# ITS Cup 2012
L'ITS Cup 2012 è stato un torneo professionistico di tennis femminile giocato sulla terra rossa. È stata la 4ª edizione del torneo, che fa parte dell'ITF Women's Circuit nell'ambito dell'ITF Women's Circuit 2012. Si è giocato a Olomouc in Repubblica Ceca dal 23 al 29 luglio 2012.

## Partecipanti

### Teste di serie
| Nazionalità | Giocatrice                 | Ranking* | Testa di serie |
| ----------- | -------------------------- | -------- | -------------- |
| Rep. Ceca   | Barbora Záhlavová-Strýcová | 60       | 1              |
| Romania     | Alexandra Cadanțu          | 77       | 2              |
| Francia     | Mathilde Johansson         | 83       | 3              |
| Spagna      | Garbiñe Muguruza           | 106      | 4              |
| Argentina   | Paula Ormaechea            | 124      | 5              |
| Svizzera    | Stefanie Vögele            | 132      | 6              |
| Russia      | Valerija Savinych          | 133      | 7              |
| Germania    | Tatjana Maria              | 135      | 8              |

- Ranking al 16 luglio 2012.

### Altre partecipanti
Giocatrici che hanno ricevuto una wild card:
- Anna Korzeniak
- Kateřina Kramperová
- Vanda Lukács
- Anastasija Sevastova

Giocatrici che sono passate dalle qualificazioni:
- Elena Bovina
- Corinna Dentoni
- Inés Ferrer Suárez
- Kristína Kučová

Giocatrici che hanno ricevuto un entry come Special Exempt:
- María-Teresa Torró-Flor

## Campionesse

### Singolare
- María-Teresa Torró-Flor ha battuto in finale  Alexandra Cadanțu con il punteggio di 6–2, 6–3

### Doppio
- Inés Ferrer Suárez /  Richèl Hogenkamp hanno battuto in finale  Julija Bejhel'zymer /  Renata Voráčová con il punteggio di 6–2, 7–6(4)